# Ataques terroristas em Copenhague em 2015
Os Ataques terroristas em Copenhaga em 2015 foram atentados do tipo spree killer em Copenhague, na Dinamarca, em 14 e 15 de Fevereiro de 2015.
O primeiro ataque ocorreu às 15h33min CET no Centro Cultural Krudttønden, durante um seminário público chamado "Arte, Blasfêmia e Liberdade de Expressão", organizado para homenagear as vítimas do ataque em janeiro contra a sede do jornal francês satírico Charlie Hebdo, em Paris. Estavam presentes: o embaixador da França na Dinamarca, François Zimeray, a co-fundadora do movimento feminista Femen Inna Shevchenko, o deputado Jette Plesner Dali do Partido Popular dinamarquês e o artista sueco Lars Vilks. Acredita-se que Vilks era o alvo principal, por conta da controvérsia sobre seus desenhos de Maomé. O atirador matou o realizador Finn Nørgaard e feriu três agentes policiais.
Algumas horas depois, às 00h50min CET, na manhã de 15 de Fevereiro, um segundo tiroteio ocorreu em frente da Grande Sinagoga da cidade de Copenhaga, em Krystalgade, onde o mesmo atirador matou um membro da comunidade judaica durante uma celebração de Bar Mitzvá e feriu outros dois agentes policiais.
Mais tarde naquela manhã, a polícia atirou e matou um homem perto da estação Nørrebro (um dos bairros de Copenhaga), depois que ele abriu fogo contra as forças policiais. Em uma conferência de imprensa, a polícia disse acreditar que ele era o responsável por ambos os ataques anteriores.

## Contexto
Estes atentados ocorrem num contexto de uma série de ataques de terroristas jihadistas contra os caricaturistas com a cabeça a prémio pela Al-Qaeda na Península Arábica como já foi o caso de Charb,morto no ataque contra Charlie Hebdo em Janeiro de 2015 e como é ainda o caso para Lars Vilks «que faz parte da hit list» da Al-Qaeda. Lars Vilks é um artista sueco conhecido por ter representado a cabeça de Maomé num corpo de cão em 2007 no jornal sueco Nerikes Allehanda.
Estes ataques também destinam-se contra a comunidade judaica: o ataque da Grande Sinagoga de Copenhaga é semelhante ao caso em Paris do supermercado kasher da Porte de Vincennes.

## Terrorista
O autor dos ataques, Omar Abdel Hamid El-Hussein (22 anos) foi morto pela polícia em 15 de Fevereiro por volta das 5 horas da manhã, enquanto ele dirigia-se para um apartamento vigiado desde que o suspeito tinha sido identificado perto da Estação Nørrebro, e depois que ele abriu fogo contra os agentes policiais.
Ele já era conhecido da polícia por posse ilegal de armas e violência. Ele pertencia a uma quadrilha de jovens muçulmanos "Brothas" e foi condenado em Novembro de 2013 por agredir um homem com um punhal.
Omar Abdel Hamid El-Hussein havia prometido fidelidade ao Estado Islâmico.

## Vítimas
- O realizador e produtor Finn Nørgaard (55 anos) foi morto no ataque do centro cultural Krudttønden. Nørgaard dirigia e realizava documentários para a televisão dinamarquesa[11].
- Um civil de 38 anos, Dan Uzan, morto no ataque da Grande Sinagoga. Era um membro da comunidade judaica de origem israelita e dinamarquês, que guardava a entrada durante uma cerimónia de bar mitzvah com a participação de cerca de 80 pessoas[12].
- Três agentes policiais feridos no primeiro tiroteio e dois no segundo.

## Repercussão

### Nacional
- A Rainha Margarida II da Dinamarca comentou: "É com tristeza que eu aprenda a extensão dos eventos dos últimos dias. Meus pensamentos estão com o cineasta morto e o jovem guarda da comunidade judaica, que se tornou o alvo das ações do agressor. […] É importante que nós fiquemos juntos em uma situação tão séria e que valorizaremos os valores nos quais a Dinamarca se baseia."[13]
- A Primeira-ministra Helle Thorning-Schmidt declarou: "Temos certeza agora que é um ataque por motivos políticos e, assim, ele é um ataque terrorista. Consideramos esta situação extremamente séria. Estamos em um alerta vermelho em todo o país e nossa principal prioridade nesta fase é a de capturar os seus autores e ter certeza de que vamos encontrá-los o mais rápido possível."[14]
- O Conselho Islâmico Dinamarquês condenou o ataque, dizendo: "O Conselho Islâmico Dinamarquês convida a todos na sociedade dinamarquesa se unir na luta contra o extremismo e o terrorismo."[15][16]
- O rabino da Grande Sinagoga de Copenhaga, Jair Melchior, declarou: "O terror não é uma razão para ir para Israel […] O objetivo de terror é mudar nossas vidas e não vamos deixá-lo […] Esta é a verdadeira resposta para este perverso, cruel e covarde ato de terror."[17][18]

### Internacional
- Austrália: o primeiro-ministro Tony Abbott afirmou que "o ataque em Copenhague é uma afronta a um dos nossos valores mais fundamentais, o da liberdade de expressão. Estamos com o povo e o governo da Dinamarca para enfrentar esta tentativa cínica de minar esse direito fundamental." Ele também afirmou que a segurança seria intensificada nas fronteiras australianas.[19]
- Estados Unidos: Um porta-voz do Conselho de Segurança Nacional dos Estados Unidos chamou os ataques de "deploráveis" e ofereceu à Dinamarca "toda a assistência necessária para a investigação".[20]
- França: Logo após o primeiro ataque, o Presidente francês, François Hollande, telefonou para a Primeira-ministra dinamarquesa, Helle Thorning-Schmidt, para expressar a "total solidariedade da França a este calvário" e descreveu o ataque como "deplorável". O primeiro-ministro francês, Manuel Valls, também expressou sua solidariedade, denunciando o ataque a Copenhaga um "ataque à liberdade". O jornal satírico francês Charlie Hebdo da mesma forma expressou a sua solidariedade para com a Dinamarca. Patrick Pelloux, um dos principais contribuidores sobreviventes do Charlie Hebdo, afirmou que os tiroteios foram um acto de "horror" e advertiu contra o risco crescente da auto-censura: "Nós devemos permanecer firmes e não ter medo".[21]
- Israel: o primeiro-ministro Benjamin Netanyahu disse em uma reunião de gabinete: "Nós enviamos nossas condolências para o povo dinamarquês e também para a comunidade judaica na Dinamarca. Mais uma vez os judeus são assassinados no solo da Europa apenas por serem judeus. Esta onda de terror […] ataques deverão continuar, incluindo estes ataques antissemitas assassinos. Obviamente judeus merecem proteção em todos os países, mas […] Israel é o lar de cada judeu […] Israel espera por vocês de braços abertos."[22]
- Reino Unido: o primeiro-ministro David Cameron emitiu uma declaração condenando o ataque, dizendo que seus pensamentos estavam com o povo dinamarquês, e que: "[…] Eu condeno os tiroteios em Copenhague. A liberdade de expressão deve ser sempre protegida."[23]

### Organizações internacionais
- União Europeia: A Comissão Europeia divulgou uma declaração condenando o ataque: "A Comissão Europeia e o Alto Representante deploram os ataques em Copenhague, que custaram a vida de pelo menos dois cidadãos e feriram vários outros. Mesmo uma vida é demais. Nossos pensamentos estão com as vítimas e suas famílias. A Europa está unida com a Dinamarca, em defesa da liberdade de expressão e liberdade de expressão. Nós estamos contra o antissemitismo e todas as formas de discriminação. A Europa não será intimidada".[24]